# Papastratos
Papastratos (en griego: Παπαστράτος Ανώνυμη Βιομηχανική Εταιρεία Σιγαρέττων, 'Papastratos Anónimi Biomichanikí Etaireía Sigaretton') es una empresa tabaquera griega, siendo el primer fabricante y distribuidor de cigarros en el país heleno. Papastratos fue fundada en 1930 por Evangelos Papastratos con una primera fábrica en El Pireo. Más tarde se abrieron dos fábricas más en Berlín y El Cairo, aunque cerraron en 1933 por presión de los nazis y en 1955, respectivamente. Ya en sus inicios era uno de los mayores productores de cigarros de Grecia. 
Numerosas ciudades florecieron gracias a las plantaciones de tabaco, entre las que cabe destacar a Agrinio, en la cual el tabaco está muy ligado a su historia y en la familia Papastratos ha realizado numerosas donaciones y obras públicas, como el Parque Municipal. Papastratos inició una cooperación con Philip Morris en 1975, quien terminaría convirtiéndose en socio mayoritario en 2003. Papastratos también produce las marcas Old Navy y Assos International.